# Noferefré
Noferefré (nevének jelentése Ré gyönyörűséges, ur.: kb. i. e. 2460 – i. e. 2458) az V. dinasztia egyik fáraója volt az ókori Egyiptomban.

## Élete, uralkodása
Noferefré apja Noferirkaré király volt, anyja II. Hentkauesz. Testvére volt Niuszerré, aki később utódja is lett az egyiptomi trónon.
Manethón egyiptomi krónikás szerint Χερής (Kherész) közel 20 évig ült a trónon, ez azonban valószínűleg nem fedi a valóságot. A torinói királylista készítője mindössze két vonalat húzott a király neve mellé (minden vonal egy uralkodási évet jelöl), így uralkodása mindössze két évre tehető, ezt támasztja alá az is, hogy az Abuszírban általa elkezdett piramis befejezetlenül maradt, valószínűleg a király korai halála miatt. Ezen kívül uralkodásáról gyakorlatilag semmit nem tudunk. A temetkezési helyén előkerült múmiafoszlányok vizsgálata alapján 20 és 23 éves kora között hunyt el.

## Temetkezése
Neferefré korai halála miatt az uralkodása kezdetén építeni kezdett piramist nem tudta befejezni, így utódára hárult a feladat, hogy rövid idő alatt képessé tegye a múmia befogadására. Emiatt az építmény mindössze 7 méter magasra sikerült, alakja szerint pedig egy bővítmények nélküli masztabának tekinthető. A piramist már valószínűleg az ókor folyamán kirabolták, a modern korban való feltárásakor a múmiának már csak darabjait találták meg, viszont találtak itt díszített kerámiákat, pecséteket és a király szobrait, az abusziri piramis legjelentősebb leletének azonban az itt előkerült papirusztekercsek számítanak, melyek a legjelentősebb – óbirodalom korából származó - források a kor adminisztratív szervezetére vonatkozóan.